# Kaolinovo

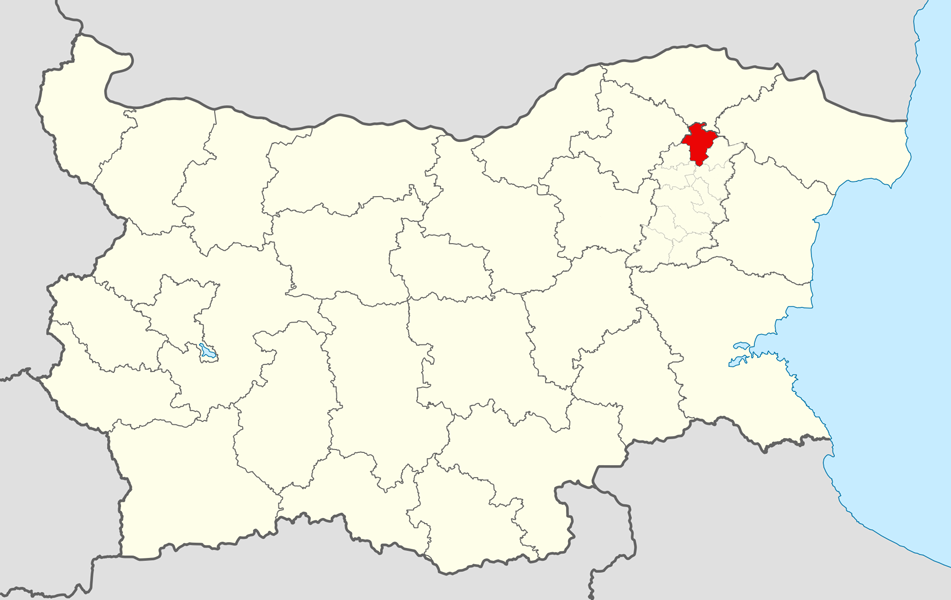

Kaolinovo (búlgaro:Каолиново) é uma cidade da Bulgária, localizada no distrito de Shumen. A sua população era de 1,538 habitantes segundo o censo de 2010.

## População
| Kaolinovo | Kaolinovo | Kaolinovo | Kaolinovo | Kaolinovo | Kaolinovo | Kaolinovo | Kaolinovo | Kaolinovo | Kaolinovo | Kaolinovo | Kaolinovo | Kaolinovo | Kaolinovo | Kaolinovo | Kaolinovo | Kaolinovo | Kaolinovo | Kaolinovo | Kaolinovo |
| --- | --------- | --------- | --------- | --------- | --------- | --------- | --------- | --------- | --------- | --------- | --------- | --------- | --------- | --------- | --------- | --------- | --------- | --------- | --------- |
| Ano | 1887      | 1910      | 1934      | 1946      | 1956      | 1965      | 1975      | 1985      | 1992      | 2001      | 2002      | 2003      | 2004      | 2005      | 2006      | 2007      | 2008      | 2009      | 2010      |
| População |           |           |           | …         | …         | …         | 8,109     | 2,736     | 1,646     | 1,559     | 1,556     | 1,552     | 1,553     | 1,543     | 1,544     | 1,550     | 1,541     | 1,533     | 1,538     |
| Fontes: Instituto Nacional de Estatísticas, „citypopulation.de“, „pop-stat.mashke.org“, Bulgarian Academy of Sciences |           |           |           |           |           |           |           |           |           |           |           |           |           |           |           |           |           |           |           |